# Peter Weiss' bildvärld - Strange walks in and through and out
|  | Denne artikel er oprettet af botten Steenthbot ud fra en ekstern database. Den kan derfor have sproglige fejl eller mangler. Denne skabelon kan fjernes efter kontrol af indholdet. |

Peter Weiss' bildvärld - Strange walks in and through and out er en dansk eksperimentalfilm fra 1986 instrueret af Staffan Lamm efter eget manuskript.

## Handling
Den svenske filmmand Staffan Lamm var i en periode nært knyttet til og inspireret af multikunstneren Peter Weiss. Hans film er et personligt signalement af maleren, forfatteren, dramatikeren og filmmanden Weiss, hvis skæbne personligt og som kunstner var intereuropæisk og i høj grad identisk med den tid, i hvilken den formedes.